# Simetría de gauge
La simetría de gauge es un principio de simetría que subyace a descripción mecánico-cuántica de las tres fuerzas no gravitatorias (fuerza electromagnética, fuerza nuclear débil y fuerza nuclear fuerte). Esta simetría incluye la invariancia de un sistema físico al ser sometido a diversas modificaciones en los valores de las cargas de fuerza, modificaciones que pueden cambiar de un lugar a otro y de un momento a otro.
La palabra 'gauge' significa 'medida', y simetría significa que algo 'se mantiene igual' al cambiar alguna condición externa.
La Simetría es el estudio de las propiedades de un objeto que no cambian ante la influencia del movimiento. Un objeto es simétrico si al aplicársele algún tipo de movimiento, sigue mostrándose igual, como por ejemplo, al rotar horizontalmente un triángulo equilátero. Muchas propiedades físicas se mantienen invariables bajo los efectos de la traslación o la rotación. Por ello, los resultados de un experimento no dependen de dónde ha sido colocado el dispositivo experimental, o hacia dónde mira.
La Gravedad es una teoría gauge (teoría de medida) porque las predicciones que se pueden hacer de ella son las mismas si se las toma desde diferentes perspectivas. Por ejemplo, una pelota en la cima de una escalera tiene una energía gravitacional potencial. Si se la coloca un escalón más abajo, la pérdida de energía depende solamente de la densidad del campo gravitacional y de la altura que ha descendido. Si se mide su energía gravitacional potencial desde cualquier punto (la superficie de la tierra, otro escalón, Alpha Centauri...) las diferencias de energía entre los dos ubicaciones de la pelota 'se mantienen iguales'. Esta invariante global en el procedimiento de medición hace de la gravedad una teoría gauge (teoría de medida).
Mas técnicamente, en física se refiere a que el lagrangiano no cambia (es invariante) bajo transformaciones locales de ciertos grupos de Lie.  El término calibre se refiere a cualquier formalismo matemático específico para regular grados de libertad redundantes en el lagrangiano. Las transformaciones entre posibles calibres, llamadas transformaciones de calibre (transformaciones Gauge) , forman un grupo de Lie, denominado grupo de simetría o grupo de calibre de la teoría. Asociado con cualquier grupo de Lie está el álgebra de Lie de los generadores de grupos. Para cada generador de grupo, necesariamente surge un campo correspondiente (generalmente un campo vectorial) llamado campo de calibre. Los campos de calibre se incluyen en el lagrangiano para asegurar su invariancia bajo las transformaciones de grupo local (llamado invariancia de calibre).